# Гвадар (аэропорт)
Гвадара (англ. Gwadar International Airport) (ИАТА: GWD, ИКАО: OPGD) — международный аэропорт, расположен в пакистанском городе Гвадаре. Аэропорт находится в 17 км к северу от города.

## История
Аэропорт был построен в 1966 году, из него осуществляются как местные, так и международные авиарейсы. Здание терминала было открыто в 1984 году, зал VIP-отдыха начал свою работу в 2008 году. Длина взлётно-посадочной полосы — 5000 футов.